# Aimé de Sion
Pour les articles homonymes, voir Sion, Saint Amé, Amé et Aimé.
Aimé de Sion, dit aussi saint Amat (en latin) ou saint Amé, mort le 29 avril 690, est fêté le 13 septembre.

## Biographie
Moine à Saint-Maurice d'Agaune (Saint Maurice, Suisse) et ermite à la chapelle de Notre-Dame du Scex, il est choisi pour devenir évêque de Sion en 669.
Après cinq années d'un épiscopat illustré par toutes les vertus chrétiennes, le Maire du Palais, Ébroïn qui accaparait le pouvoir aux dépens de Thierry III, entreprit de le persécuter comme il avait coutume de le faire avec maints pieux évêques. Il l'exila au monastère Saint-Fursy de Péronne où l'abbé saint Ultan le traita avec vénération. À la mort de saint Ultan, c'est Saint Maurant, dit saint Mauront, qui fut chargé de le garder, d'abord à Hamaye puis à Breuil, aujourd'hui Mauronville c’est-à-dire Merville (Nord). C'est là qu'il mourut en 690.

## Reliques
Ses reliques ont été apportées d'abord à Soissons puis à Douai (Nord) le 1er mai 870 et il est devenu, avec saint Mauront, un des patrons de cette ville flamande.
Le 17 octobre 1206, Gérard de Douai se trouve à Douai avec les évêques d'Arras et de Tournai pour la translation du corps de Saint Amé. Les trois évêques portent sur leur épaules le corps de l'église Saint-Amé jusqu'au Mont de Douai, petit monticule à la droite de la route d'Arras en sortant de Douai.
La ville de Douai a une place Saint-Amé, à l'emplacement de l'importante collégiale Saint-Amé démolie fin 1801. Elle avait été fondée en 940 pour succéder à un monastère qui abritait des moines venus de Breuil. Plusieurs églises des  Hauts-de-France sont placées sous son vocable dont l'église Saint-Amé de Liévin.